# Mihkel Kaevats
Mihkel Kaevats (* 29. Mai 1983 in Tallinn) ist ein estnischer Lyriker, Übersetzer und Essayist.

## Leben und Werk
Mihkel Kaevats wurde als Sohn der estnischen Literaturwissenschaftlerin Mall Jõgi (* 1947) und des Philosophen Ülo Kaevats (1947–2015) geboren.
Von 2002 bis 2007 studierte er Semiotik und Kulturwissenschaften an der Universität Tartu. Von 2009 bis 2012 setzte er seine Studien in Tallinn fort. Studienaufenthalte führten ihn nach Bari (2004/2005), Woronesch (2006) und Rom (2011). Er schloss sein Studium mit einer Abschlussarbeit über Giovanni Papini ab.
2003 debütierte er als Schriftsteller mit dem Lyrikband Ederlezi. Anschließend erschienen drei weitere Gedichtbände. Aus seinem vierten Lyrikband, Ungari kirsid ja teisi luuletusi, erschienen bislang zwei Gedichte auf Deutsch (in: die horen 255 (2014)).
Seit 2007 gehört Kaevats dem Estnischen Schriftstellerverband (Eesti Kirjanike Liit) an.
Daneben ist er als Übersetzer tätig. 2010 erschien seine estnische Übersetzung von Hunter S. Thompsons Schlüsselroman Fear and Loathing in Las Vegas.

## Lyriksammlungen
- Ederlezi („Ederlezi“, 2003, unter dem Pseudonym Olev Olematu)
- Illusionist („Der Illusionist“, 2004)
- Eile hommikul ja täna („Gestern am Morgen und heute“, 2009)
- Ungari kirsid ja teisi luuletusi („Ungarische Kirschen und andere Gedichte“, 2012)